# Lira maltesa
Lira maltesa (em maltês lira maltija) foi a moeda de Malta até 1 de janeiro de 2008, quando foi substituída pelo euro a uma taxa fixa de câmbio de 0,429300 para cada euro.